# Brickell Avenue

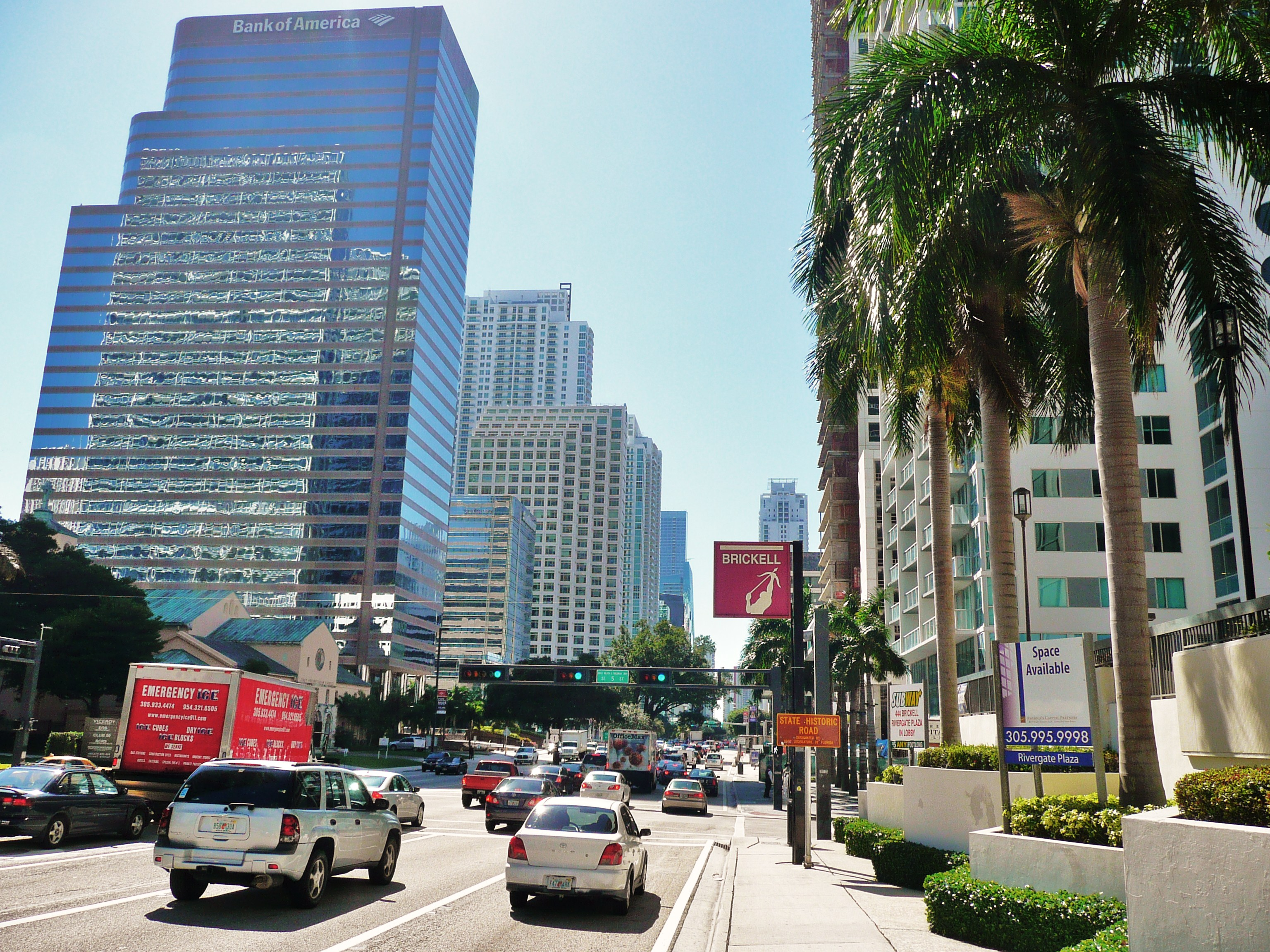
Brickell Avenue, em direção ao Rio Miami

Brickell Avenue é uma avenida norte-americana no sentido norte–sul, anteriormente parte da U.S. Route 1, em Miami, na Flórida, mesmo a sul do rio Miami. A norte da Brickell Avenue Bridge, a U.S. Route 1 é conhecida como Biscayne Boulevard. A Brickell Avenue é a avenida principal que atravessa o distrito financeiro de Brickell, na Baixa de Miami, sendo considerado um endereço postal desejável relacionado com a finanças e negócios. Ao longo da Brickell Avenue encontram-se arranha-céus de escritórios e condomínio residenciais, assim como muitos bancos e restaurantes.
A avenida é uma das principais vias norte-sul de Miami, encontrando-se fora do plano ortogonal, percorrendo a parte sul e o distrito financeiro da cidade.

## Descrição do percurso
A partir do sul do rio Miami, continua a sul-sudoeste, passando o cruzamento da Broadway/SE 15th Street, curva a sudoeste e continua nessa direcção até terminar na Southeast 26th Road/Rickenbacker Causeway, tornando-se a South Federal Highway numa curta distância - cerca de um quarto de milha - até se tornar na South Dixie Highway - US1.

## Galeria

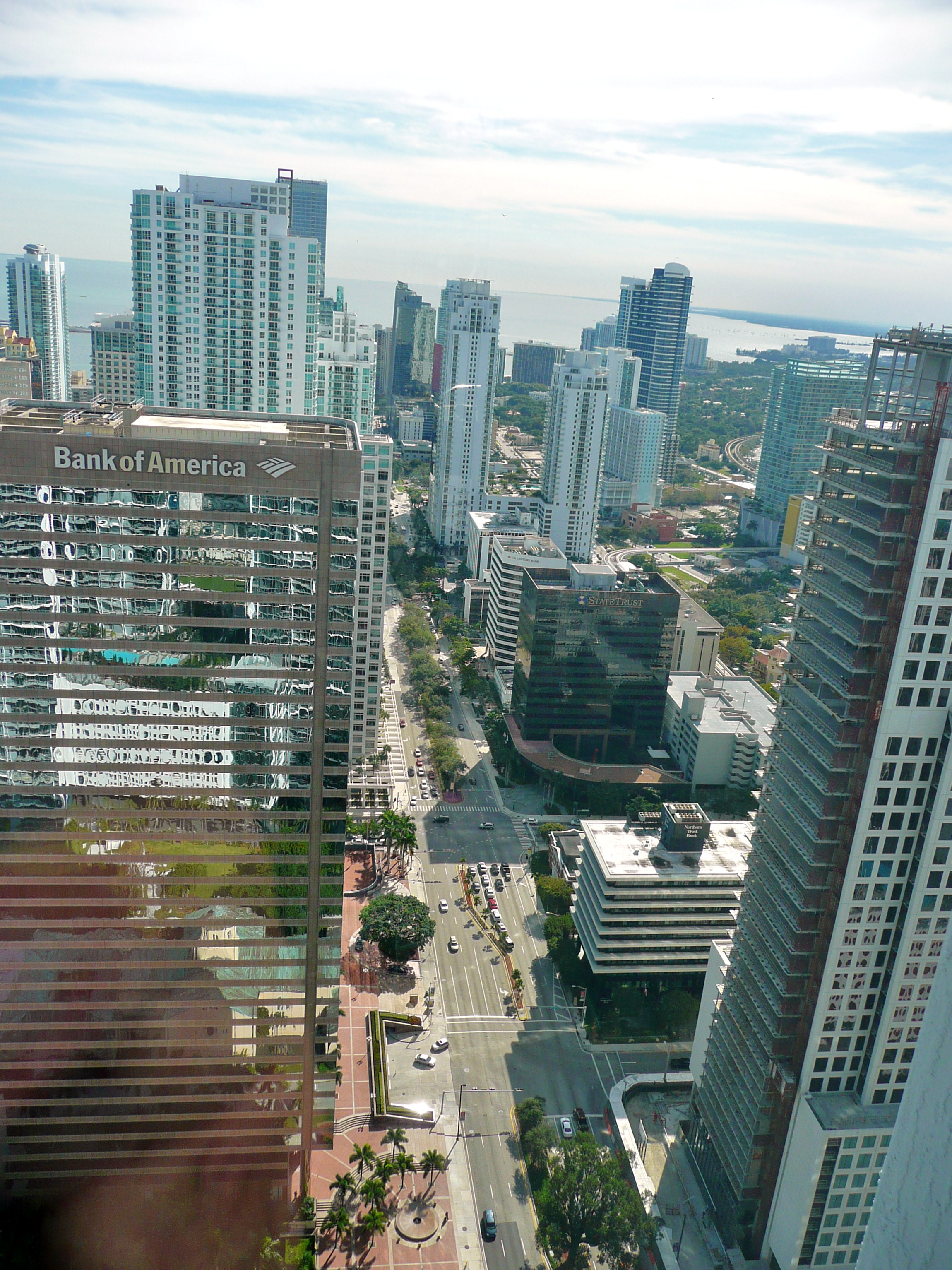
Vista aérea da Brickell Avenue, a partir do topo da Viceroy Tower.
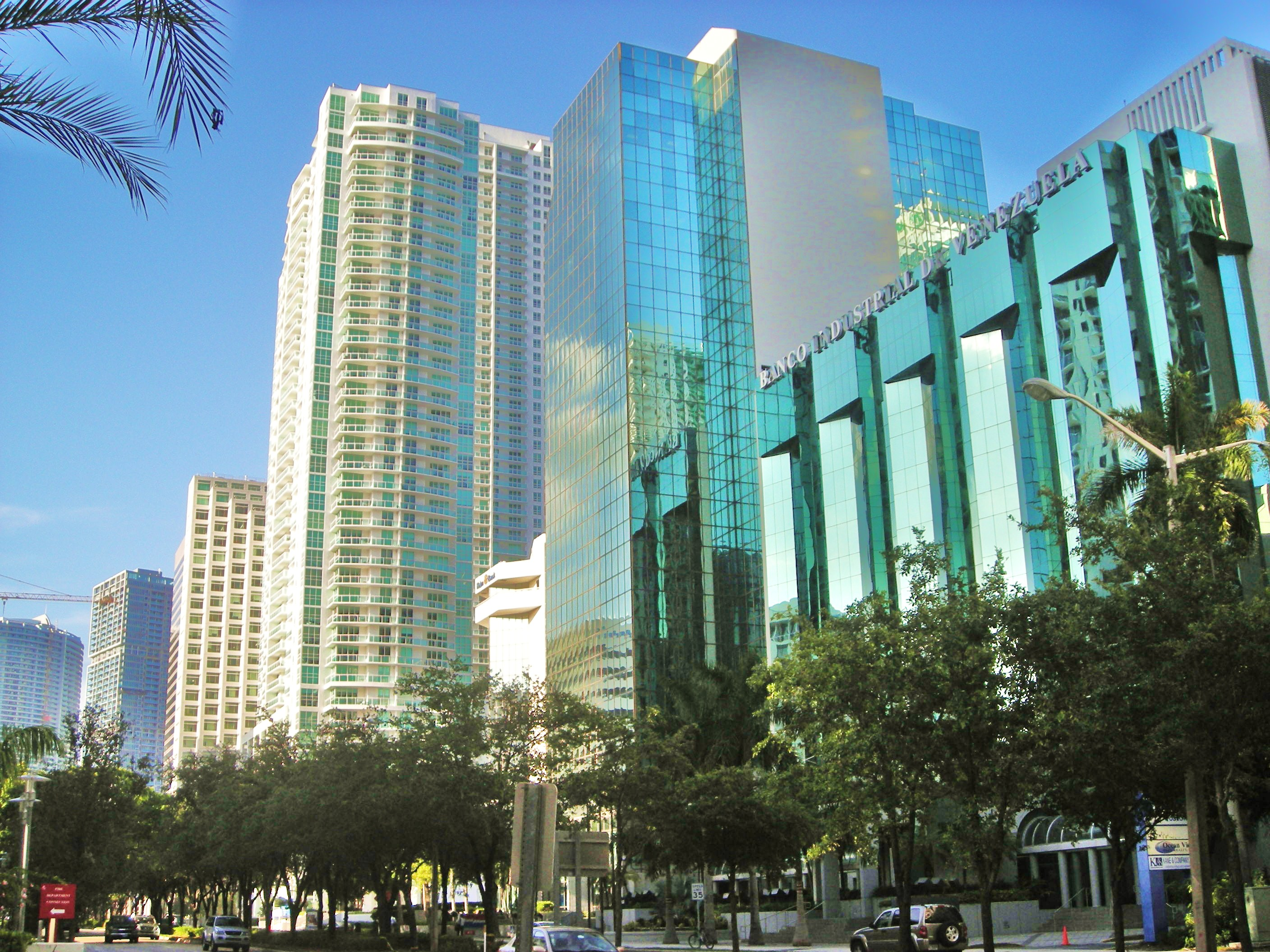
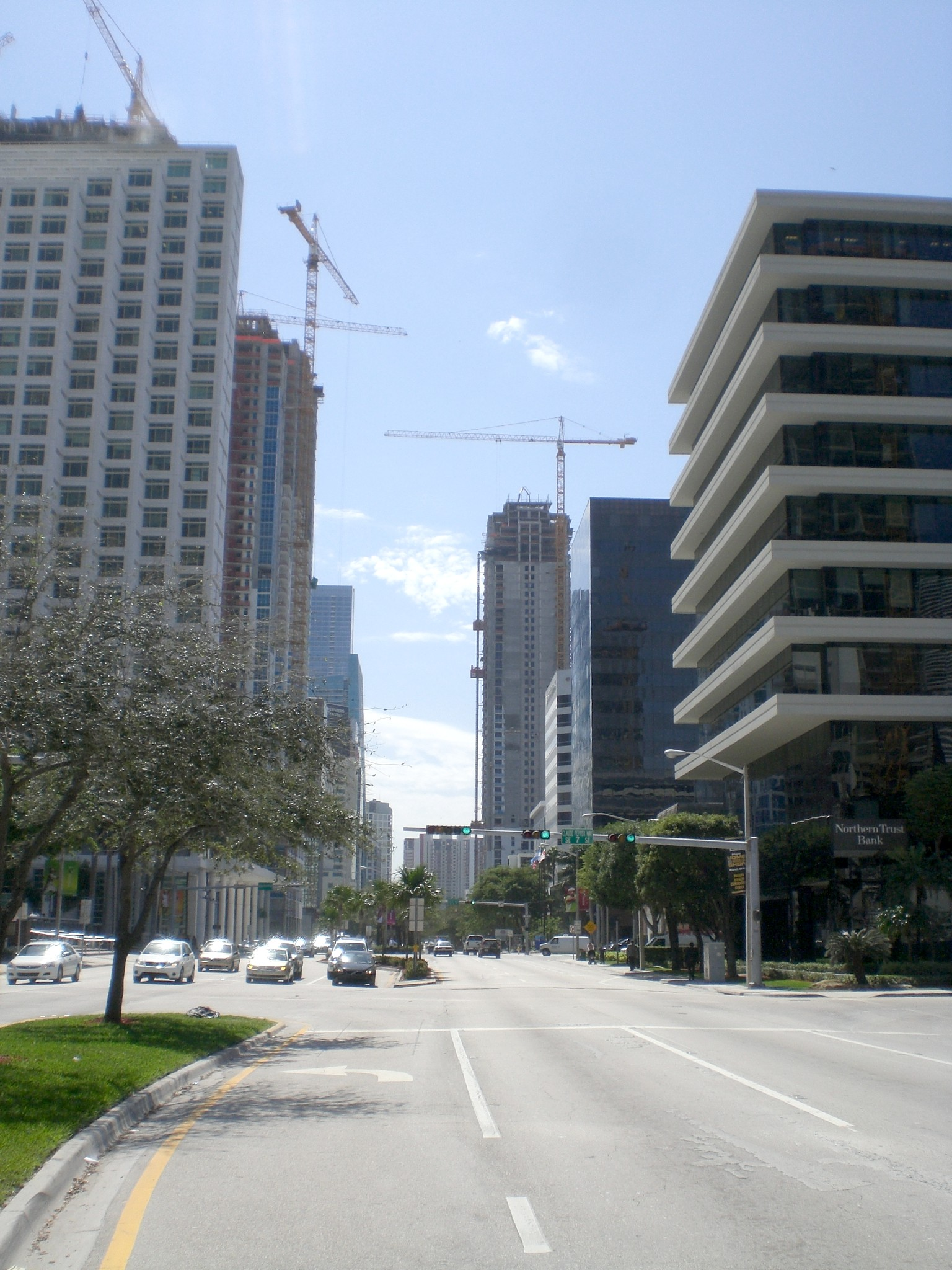
Olhando para o sul
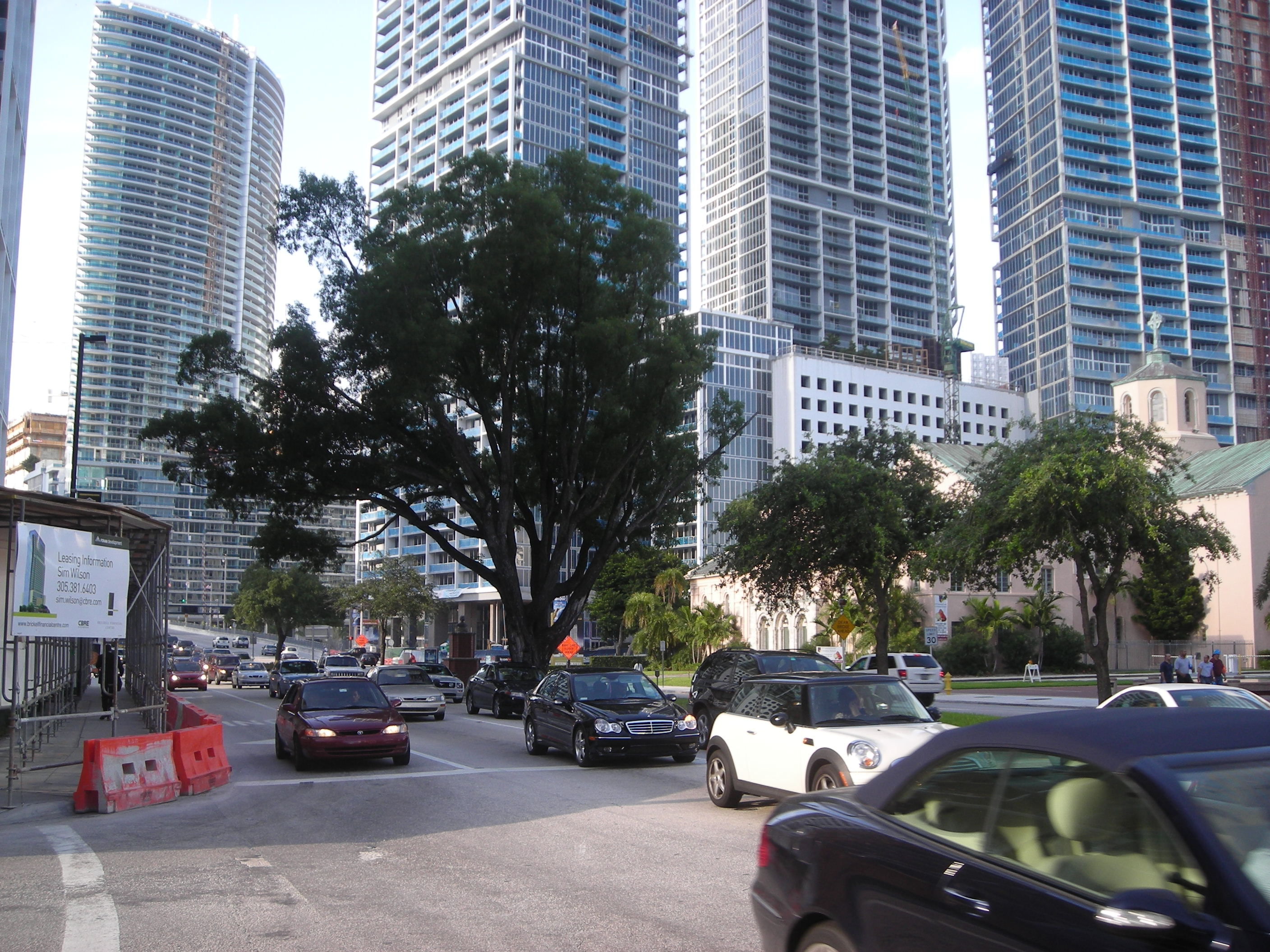
Olhando para o norte
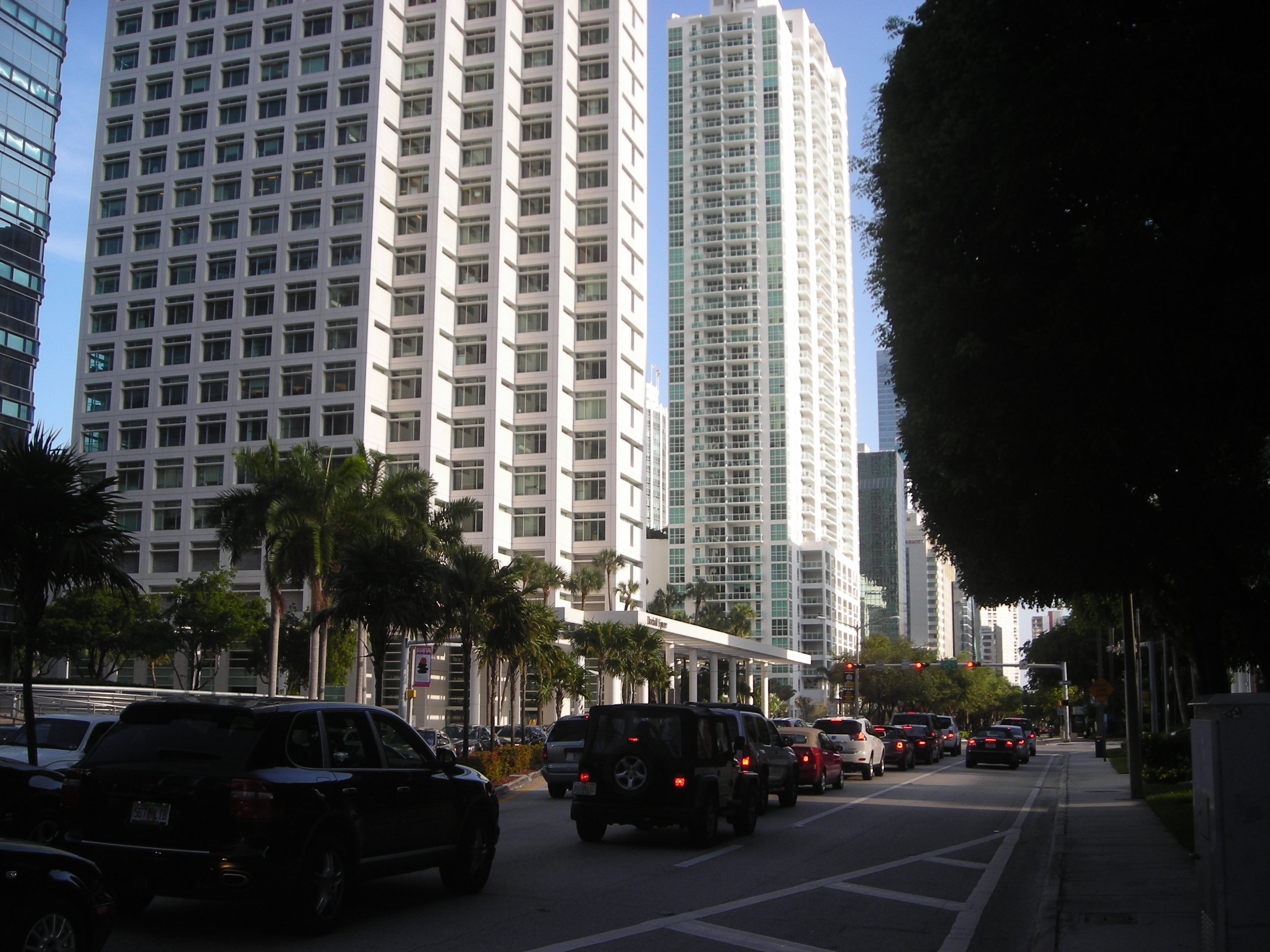
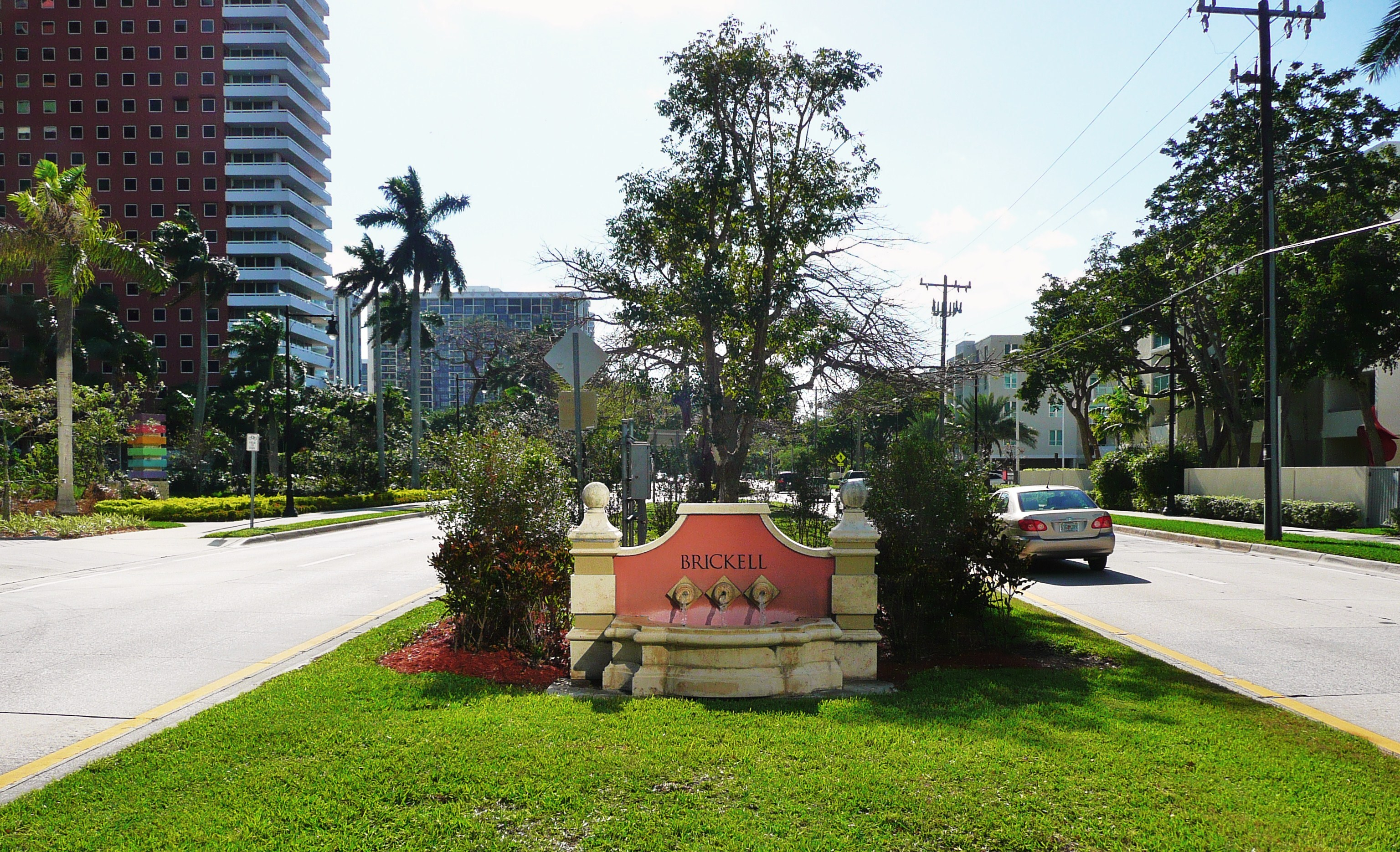
Sul da Brickell Avenue